# Chlorocoma halochlora
Chlorocoma halochlora är en fjärilsart som beskrevs av Edward Meyrick 1888. Chlorocoma halochlora ingår i släktet Chlorocoma och familjen mätare. Inga underarter finns listade i Catalogue of Life.